# Jesús Cancio
Salvador Jesús Cancio Corona (Comillas, 8 de diciembre de 1885 - Polanco, 23 de agosto de 1961), conocido como Jesús Cancio, fue un poeta y escritor cántabro. Es conocido popularmente como «el Poeta del Mar», debido a su interés por los tipos y ambientes marineros, reflejado a lo largo de su obra poética.

## Biografía
Su madre, originaria de Cudón (Miengo) y su padre, capitán de la Marina Mercante, de origen asturiano, residían en Comillas cuando Jesús nació. A los diez años ingresó en el Seminario de Monte Corbán, por deseo de su madre, para realizar estudios eclesiásticos, contra el deseo de su padre y del propio Jesús, que hubieran preferido la vida marinera del progenitor. La aparición de una enfermedad que a la larga terminaría en ceguera, hizo que a los dieciséis años abandonara los estudios eclesiásticos.
En 1921, el poeta publicó su primera obra, Olas y cantiles, cuyo coste de edición fue costeado por Victorino Saiz, un mecenas amigo suyo. Al año siguiente, en 1922, el periódico La Atalaya, dirigido por el también poeta José del Río Sainz, se hizo eco de sus primeros poemas. Hasta ese momento, Cancio había venido publicando algunas de sus composiciones de carácter festivo en la revista quincenal El progreso, de Cabezón de la Sal, en cuyas páginas ejerció como corresponsal durante la segunda década del siglo XX, al tiempo que participaba en la revista Comillas, de su localidad natal, y en el semanario El Impulsor, de Torrelavega.
En 1930, el pueblo de Comillas le nombró su hijo predilecto, y ejerció como concejal de la Villa hasta 1937. Tras el inicio de la guerra civil, con la entrada del bando sublevado en Cantabria, fue denunciado por republicano y encarcelado en Santander. Fue indultado en 1941, y desterrado en Madrid y Bilbao, por lo que nunca regresó a su villa natal. Cancio falleció en Polanco, el 23 de agosto de 1961, a los setenta y cinco años de edad.
Existen dos colegios que llevan su nombre: el CEIP Jesús Cancio de Comillas y el CEIP Jesús Cancio de Santander, que fue inaugurado en septiembre de 1985, centenario de su nacimiento, siendo su primera directora Avelina Saldaña.

## Obras
- Olas y cantiles, Santander, 1921.
- Bruma norteña, Santander, 1926.
- Romancero del mar y el poema de mi gratitud, Santander, 1930.
- Del solar y la raza. Tradiciones y leyendas de Cantabria, 1928 y 1931.
- Resaca, zarzuela editada en colaboración, Cuenca, 1943.
- Maretazos, Editorial Nova, Buenos Aires, 1947.
- Barlovento, Editorial Espasa-Calpe, Madrid, 1951.
- Seis de los santos lugares del poeta, Imprenta Hnos. Bedia, Santander, 1956. Reedición en 1985.
- Bronces de mi costa, Madrid 1956. Reedición Asociación de Vecinos Jesús Cancio, Comillas, 1985.
- Poesía del mar. Antología, Imprenta Hnos. Bedia, Santander, 1960.
- Cordialmente, Jesús Cancio... (antología), Distribuidora IFAC del norte, Santander, 1969.
- Nuevos maretazos, otras últimas poesías y unas más de antaño y la biografía íntima del poeta del mar, Bilbao, 1974.
- Homenaje a Cancio, Pliegos de Poesía Peñalabra, Santander.
- Antología marinera y velera (1921-1930), La Editorial Vizcaína, Bilbao, 1981.
- A mi amigo el poeta del mar (pliegos sueltos), ADAL, Torrelavega, 1984.
- Rumbos de libertad y proa a la muerte, Editorial Cuévano, Santander, 1985.
- Jesús Cancio, el poeta varado. Antología, Ediciones Tantín, Santander, 1985.